# Дессеме, Жак-Луи
Жак-Луи́ Дессеме́ (фр. Jacques-Louis Descemet; 1761, Париж, Франция — 1839, Одесса, Российская Империя), в русских источниках того времени упоминается также как Яков Дессемет — французский селекционер роз и владелец питомников, профессор, основатель первого в Одессе ботанического сада и Общества сельского хозяйства Южной России; масон и физиократ.
Считается первым селекционером роз во Франции и первым селекционером использующем контролируемое скрещивание.

## Биография
Родился в семье владельца питомников в Париже. Семья занималась выращиванием растений начиная с шестнадцатого века. По данным инвентаризации в 1785 году в питомнике было около трехсот пятидесяти сортов роз, большая часть центифольные розы.
Во время революции Жак-Луи Дессеме потерял бо́льшую часть своих клиентов, продал питомники и в 1792 году переехал в Сен-Дени. Примерно в 1804 в Сен-Дени, он снова занялся розами. В это же время императрица Жозефина начала собирать свою знаменитую коллекцию роз.
С 1812 по 1814 год Жак-Луи Дессеме — мэр города Сен-Дени.
В конце марта 1814 года воинские части генерала П. Я. Корнилова, входившие в состав дивизии графа А. Ф. Ланжерона, осадили Сен-Дени. Второй раз коллекцию повредили союзные войска после поражения Наполеона в битве при Ватерлоо в 1815 году, и в этом уже были повинны англичане. После войны Дессеме не получавшего помощи от государства пришлось распродавать коллекции роз. Около 250 сортов (10000 саженцев) приобрёл Jean-Pierre Vibert.
В ноябре 1818 года Дессеме получил приглашение от Новороссийского генерал-губернатора А. Ф. Ланжерона занять пост директора учреждаемого первого в Одессе ботанического сада и в январе 1819 года перевез туда семью, домашний скарб, тысячи саженцев, мешки с семенами и сельскохозяйственные орудия. Он возглавлял ботанический сад до 1833 и умер в Одессе в 1839 году. Был похоронен на Старом кладбище Одессы.